# Baldomero de Biedma
Baldomero José de Biedma (Buenos Aires, 22 de abril de 1891 - Buenos Aires, 17 de julio de 1961) fue un militar argentino, pionero en la aviación militar de su país.
Egresó del Colegio Militar en 1909, como oficial de infantería, y se diplomó como piloto de aviación en 1913, siendo el suyo el segundo brevet otorgado por el Aero Club Argentino. Asistió a las maniobras del Ejército Argentino de 1913, en las cuales se utilizó por primera vez apoyo aeronáutico para la infantería y artillería. Fue uno de los primeros instructores de la Escuela de Aviación militar, cursó estudios en la Escuela Superior de Guerra e hizo carrera en el Instituto Geográfico Militar.
En 1927 realizó estudios en Potsdam, Prusia, sobre radiotelegrafía de longitud. Asistió a la Conferencia Internacional de Londres y a su regreso se incorporó al Instituto Geográfico; fue profesor de topografía en el Colegio Militar y de Geodesia en la Escuela Superior Técnica del Ejército.
Tras la Guerra del Chaco formó parte de la Comisión Mixta demarcadora de límites entre el Paraguay y Bolivia, y luego fue perito en la determinación de los límites entre Bolivia y la Argentina. También colaboró en la demarcación de los límites con Chile. Ascendió al grado de general de brigada en 1942, y entre 1939 y 1945 presidió el Instituto Geográfico Militar. En 1944 presidió la ceremonia de traslado de los restos del perito Francisco Pascasio Moreno a la Isla Centinela, en el lago Nahuel Huapi.
Se retiró en 1947, y en 1948 formó parte de los condecorados por ley Nº 13.197 como uno de los Fundadores de la Aviación Militar. Tras su reincorporación al servicio activo en 1953, pasó definitivamente a retiro en el año 1958.
Falleció en Buenos Aires en el año 1961, y sus restos descansan en el Cementerio de la Recoleta. Estaba casado con Carola de la Cuesta, con quien tuvo tres hijos.